# IEEE Sensors Journal
Le IEEE Sensors Journal, abrégé en IEEE Sens. J., est une revue scientifique à comité de lecture qui publie des articles de recherches originales concernant les capteurs et la détection de phénomènes physiques. Il est publié mensuellement en ligne et bi-mensuellement par écrit par le IEEE Sensors Council (en). Le directeur de publication et rédacteur en chef est Krikor B. Ozanyan, professeur de l'université de Manchester.

## Histoire
Le journal est fondé par Vladimir J. Lumelsky et John R. Vig. La première édition du journal paraît en juin 2001. Selon le Journal Citation Reports, l'IEEE Sens. J. a un facteur d'impact de 1,520 en 2011. Le site IEEE Xplore donne un facteur d'imact de 1,475 pour l'année 2012, en croissance jusqu'en 2016, quand il a atteint un facteur d'impact 2.512.

## Domaine
Les sujets d'intérêt pour le journal sont notamment : tous les types de détection : mécanique, thermique, optique, magnétique, radiation, micro-onde, chimique, biologique, masse, etc. À la fois, aussi bien à l'échelle macroscopique que microscopique. D'autres intérêts concernent aussi l'emballage des capteurs, leur interconnexion, leur modélisation, la télémétrie, la CAD, la stabilité (p.ex. le bruit), leur caractérisation, le traitement des signaux des capteurs, les matrices de capteurs (p.ex. l'e-nose), les systèmes de capteurs, les capteurs intelligents, les capteurs-actuateurs et leurs applications.

## Prix du meilleur article
Le prix du meilleur article de l'IEEE Sensors Journal récompense le meilleur article publié dans le journal. Les gagnants reçoivent un certificat doté d'une récompense de 2 000 USD répartis à parts égales entre les auteurs.